# Orthocentrus thomsoni
Orthocentrus thomsoni är en stekelart som beskrevs av Per Abraham Roman 1936. Orthocentrus thomsoni ingår i släktet Orthocentrus och familjen brokparasitsteklar. Inga underarter finns listade i Catalogue of Life.